# Tambourstav
En tambourstav er den stav, som en tambourmajor (stabstambour eller regimentstambour) benytter til lydløst at dirigere sit musik- eller tambourkorps. Når tambourmajoren fører paraden an, vil 10-12 forskellige fagter i luften med tambourstaven fortælle de bagvedgående musikere, hvad de skal gøre. 

## Ikke dirigere nuancer
Musikkens nuancer kan ikke dirigeres med tambourstaven under paraden, og dette er heller ikke meningen. Tambourstaven giver derimod tegn til at sætte i march, at stoppe musikken (slå musikken af), at svinge til højre eller venstre, at gøre holdt (ikke marchere længere), at dele sig op i to hold ved vanskelig passage af fx en port, at gå ét-march (slow march), at spille ny melodi ved at vinke musikken af, at hilse på standspersoner på hele musikkens vegne, at sørge ved fx en begravelse ved at holde staven skråt over skulderen ligesom en officers sabel, at gå kontramarch, at gå bagom opmarch, at sætte i gang osv. Tambourstaven er tambourmajorens værdighedstegn på lige fod med en officeres sabel, og når tambourstaven ikke er aktiv i tjeneste, holdes den vandret i venstre hånd på midten. 

## Pynt på staven
Tambourstaven har possement (snoretræk) i næsten hele stavens længde i regimentets farver, fx blå og hvid for Livgarden eller grøn og hvid for hærhjemmeværnet. Snoretrækket afsluttes nær dupskoen (den spidse ende) med to kvaster i samme regimentsfarve. Herfor bliver tambourstaven mest tydelig for de allerbageste musikere eller tambourer, da kvasterne vil svinge på en "afslørende" måde. På kuglen, altså tambourstavens tykke ende, i er oftest indgraveret regimentets bomærke i ædelmetal, fx sølv og sindbilledet (devisen/mottoet) i fx guld.

## Stavens længde
Der har igennem århundrederne været forskellige længder på tambourstavene alt efter, hvordan stavføringen har været anvendt. Tambourstaven har den rette længde nu om dage, når tambourmajoren kan have den stående på dubskoen og helt op i armhulen. Stavføringen foregår altid i højre hånd, og den må aldrig kastes op i luften. Ved en rørstilling for tambourmajoren med let spredte ben holdes tambourstaven i strakt arm stående på dupskoen og med overhåndsgreb lige under kuglehovedet. Derfor kan tambourmajoren hurtigt stille sig i retstilling med begge ben samlet, hvorfor tambourstaven svinger i en bue ind foran ansigten med dupsskoen pegende lige op i luften.